# Gerendavázas-kitöltőfalas stílus

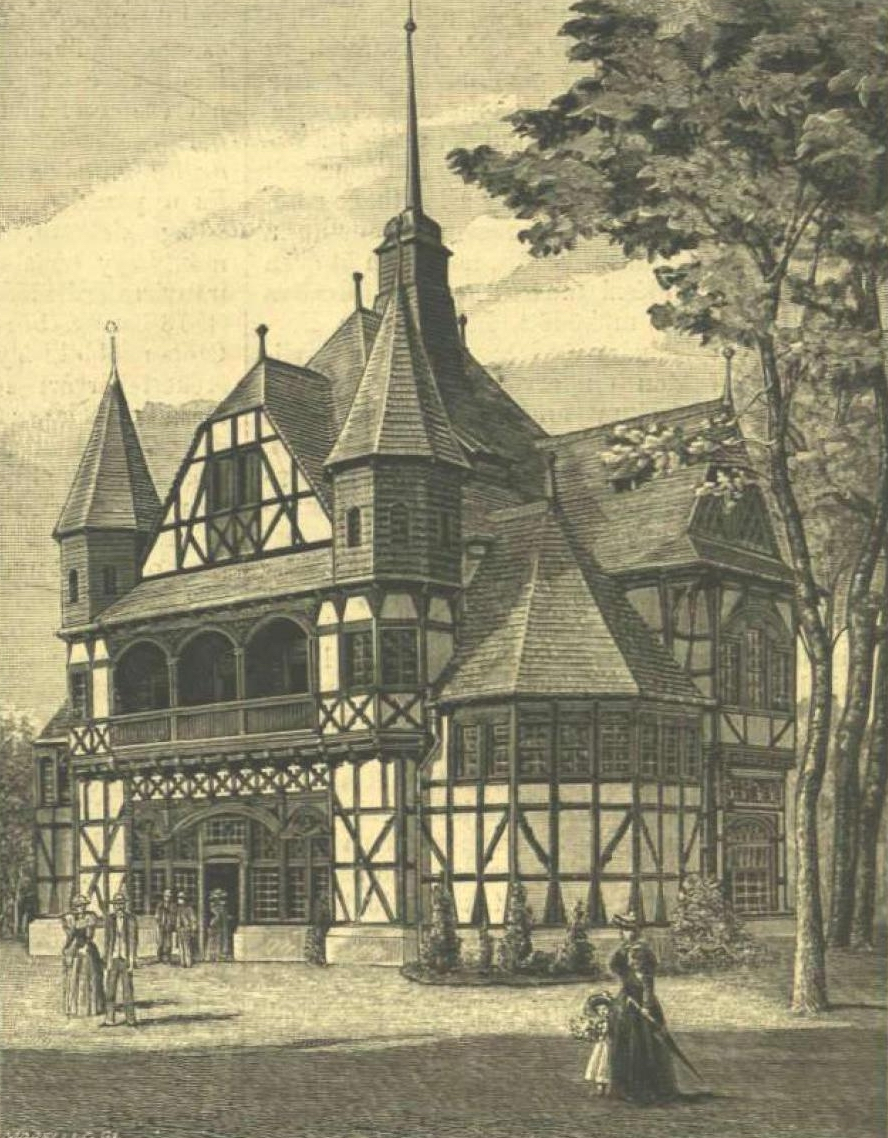
Alpár Ignác Vadászati pavilonja az 1896-os millenniumi ünnepségeken

A gerendavázas-kitöltőfalas építészet/stílus vagy német szóval fachwerk stílus egy építészeti mód, egyben építészeti stílus.

## Története
A fachwerk a faépítészet egyik régi módja. Jellemzője, hogy a szerkezeti részek fagerengából készülnek, a falsíkot pedig a közéjük falazott vályog vagy tégla alkotja. További jellemzője, hogy a faváz kívülről nem kap borítást, látható marad. A fachwerk az Észak-Európai területen a 7. századtól terjedt el, virágzási idejét a 16–17. században élte.
A fachwerkhez hasonló épületek a világ más részein is, általában egymástól függetlenül jelentek meg a helyi építőanyagok felhasználásával.
A fachwerk jellegzetes megjelenése miatt egyfajta építészeti stílusnak is tekinthető.
A stílus használata napjainkban is elterjedt.

## Magyarországon
Magyarországon nem terjedt el túlzottan a stílus, korai példa: 
- 1772: régi fachwerk ház, Závod[4]

Elsősorban a 19. században épültek fachwerk-jellegű épületek az országban nagyobb számmal. Számos alkalmi épület (pavilon) épült fachwerkben az 1885-ös Országos Általános Kiállításra és az 1896-os millenniumi ünnepségekre is. Ezek nagy részét lebontották. Talán az egyedül megmaradt ilyen épült a mai Mexikó út mentén álló Földművelésügyi Minisztérium pavilonja (tervezte: Jakab Dezső). Ugyancsak a kiállításról maradt, és a Városligetben szétbontott, majd a Margit-szigeten újra Szigeti Kávéház néven felállított Vadászati pavilon (tervezte Alpár Ignác). Az épületet 1930-ban bontották le végleg.[forrás?] Az 1907-es pécsi országos kiállítás több (pl. erdészeti, bányászati, sörgyári, fővárosi) pavilonja is ilyen épület volt.
A Városligeti régi műjégpálya csarnoka (tervezte Hofhauser Antal) ugyancsak fachwerk-épület volt. Emeltek ilyen épületeteket az Angol-Park (a Budapesti Vidám Park elődje) területén is.
Az ipari építészet is ismerte a fachwerket, jellemző példa erre a műemléki védelem alá vett,[forrás?] de később leégett Angyalföldi hajógyári csarnok (Budapest, Meder u. 9., épült: 1890 k.).
Ehhez a stílushoz volt sorolható Kőbánya felső vasútállomás régi, talajszinten álló (ma már szintén nem létező) állomásépülete, akárcsak a Újszeged vasútállomás mára szintén nem álló épülete. (Kiskunfélegyházán vasúti melléképület épült ilyen stílusban.)
A szigorúan vett, boronafalas vagy téglás kitöltés mellett előfordult vízszintes fa-lécekkel kitöltött faváz is (pl. Járművek csarnoka, 1896-os millenniumi ünnepségek, Budapest, ld. alább a képek között).

## Lista

### Az 1896-os millenniumi ünnepségekre épült fachwerkes pavilonok
| Név                                      | Cím                                     | Építési ideje | Tervező                      | Kép |
| ---------------------------------------- | --------------------------------------- | ------------- | ---------------------------- | --- |
| a Földművelésügyi Minisztérium pavilonja | Budapest, Mexikói út (nem bontották el) | 1896          | Jakab Dezső                  |     |
| Vadászati pavilon                        | Budapest, Városliget                    | 1896          | Alpár Ignác                  |     |
| Budapest pavilon                         | Budapest, Városliget                    | 1896          | Fővárosi Mérnöki Hivatal     |     |
| Horvát iparcsarnok                       | Budapest, Városliget                    | 1896          | Heinzl Alajos                |     |
| Az ünnepélyek csarnoka                   | Budapest, Városliget                    | 1896          | a kiállítás műszaki osztálya |     |
| Járművek csarnoka                        | Budapest, Városliget                    | 1896          | a kiállítás műszaki osztálya |     |
| Gyermekcsarnok                           | Budapest, Városliget                    | 1896          |                              |     |
| Mezőgazdasági csarnok                    | Budapest, Városliget                    | 1896          | a kiállítás műszaki osztálya |     |
| Magyar Királyi Dohányjövedék csarnoka    | Budapest, Városliget                    | 1896          | Zobel Lajos                  |     |
| Erdészeti csarnok                        | Budapest, Városliget                    | 1896          | Aigner Sándor                |     |
| József főherceg csarnoka                 | Budapest, Városliget                    | 1896          | Quittner Zsigmond            |     |

### Egyéb budapesti épületek
| Név | Cím | Építési ideje                             | Tervező                  | Kép |
| --- | --- | ----------------------------------------- | ------------------------ | --- |
| a Városligeti régi műjégpálya csarnoka | Budapest, Városliget (elpusztult)                                                                                         | 1887                                      | Hofhauser Antal          |     |
| Angyalföldi hajógyári csarnok | Budapest, Meder u. 9. (leégett)                                                                                           | 1890 k.                                   |                          |     |
| pavilonok az 1885-ös Országos Általános Kiállításra (pl. Mezőgazdasági csarnok, Budapest főváros pavilonja, tanszerépület, nemzetközi gépcsarnok) | Budapest, Városliget | 1885                                      |                          | ,   |
| Kőbánya felső vasútállomás állomásépülete | Budapest, Kolozsvári u.                                                                                                   |                                           |                          |     |
| Hűvösvölgyi egyesített végállomás | Budapest, Hűvösvölgyi út                                                                                                  |                                           |                          |     |
| a Zugligeti lóvasút (II.) végállomás épülete | Budapest, Zugligeti út | 1900                                      |                          |     |
| Nyári színház | Pest (tervben maradt) |                                           | Feszl Frigyes            |     |
| egyes épületek az Ős-Budavára területén | Budapest, Állatkerti út                                                                                                   | 1896                                      | Vidor Emil és Vogl Lajos |     |
| Elvarázsolt kastély és más épületek az Angol-Parkban (későbbi Budapesti Vidám Park)                                                               | Budapest, Állatkerti út                                                                                                   |                                           |                          | ,   |
| a Városmajori fogaskerekű kocsiszín üzemi épületei                                                                                                | Budapest, Szilágyi Erzsébet fasor (elpusztult)                                                                            | a kocsiszín épületei 1874-től épültek fel |                          |     |
| üzemi épület a Drasche-féle Gubacsi Téglagyár (Pesterzsébeti Téglagyár) területén                                                                 | Budapest, Soroksári út |                                           |                          |     |
| üzemi épület | Budapest, Baross tér 7-8. (elbontva)                                                                                      |                                           |                          |     |
| üzemi épület az Orenstein és Koppel gyár területén                                                                                                | Budapest, Pestszentlőrinc                                                                                                 |                                           |                          |     |
| üzemi épület a Hedrich & Strauss Királymalma területén                                                                                            | Budapest, Soroksári út 44. (elbontva)                                                                                     | az üzem 1880-tól épült fel                |                          |     |
| üzemi épület a Hungária Vegyiművek területén | Budapest, Illatos út |                                           |                          |     |
| az Erzsébet Sósfürdő fürdőháza | Budapest, Tétényi út | 1884                                      | Ybl Miklós               |     |
| Kobrák-nyaraló | Budapest, Hermina út 51. / Hungária körút 200. (elbontották, helyén ma a Schweitzer Albert Református Szeretetotthon áll) | 1896                                      | Meinig Artúr             |     |

### Vidéki épületek
| Név                                                                                    | Cím                                  | Építési ideje | Tervező            | Kép |
| -------------------------------------------------------------------------------------- | ------------------------------------ | ------------- | ------------------ | --- |
| pavilonok a pécsi országos kiállításon (pl. erdészeti, bányászati, sörgyári, fővárosi) | Pécs                                 | 1907          |                    | ,   |
| Újszeged vasútállomás állomásépülete                                                   | Szeged                               |               |                    |     |
| Kiskunfélegyháza vasútállomás vasúti melléképület                                      | Kiskunfélegyháza                     |               |                    |     |
| lakóház                                                                                | Solymár, Mátyás király útja 113.     |               |                    |     |
| Nyári Színkör                                                                          | Hódmezővásárhely (elbontották)       | 1897-1898     | Kolbenheyer Viktor |     |
| Nyári Színkör                                                                          | Siófok                               |               |                    |     |
| Színház                                                                                | Makó, Csanád vezér tér (elbontották) | 1903          | Orbán Ignác        |     |
| Kristály-kastély                                                                       | Hatvan                               | 1906          |                    |     |
| Nyári színkör                                                                          | Siófok                               |               |                    |     |
| A Polgármester-pince a Kis-Avason                                                      | Miskolc                              |               |                    |     |
| Felsőtárkányi Állami Erdei Vasút Felnémet állomásépület                                | Eger                                 |               |                    |     |
| Királyréti Fatornyos Kúria és Erdei Hotel                                              |                                      |               |                    |     |

### Részleges, díszítő használat
Olykor csak egy-egy épület kis részén figyelhető meg a külsőleg is látható gerendavázas kialakítás (pl. Budapest, Lónyay u. 54.; Budapest, Városligeti fasor 22., Budapest, Szemlőhegy u. 8.). Ilyen volt a Budapesti Vajdahunyadvárnak is kisebb, fachwerkes része a gazdasági udvar felőli oldalon (később átépült).
Fachwerk elemek díszítették a Magyarországi Református Egyház Bethesda Gyermekkórház „B”-épületét is, ezek többsége ma már nem látható.
További példák:
| Név                        | Cím                                              | Építési ideje | Tervező           | Kép |
| -------------------------- | ------------------------------------------------ | ------------- | ----------------- | --- |
| Schweiger-villa            | Budapest, Stefánia út                            | 1893 k.       | Schweiger Gyula   |     |
| ikervilla                  | Budapest, Vonás u. 11.                           | 1912          | Tichtl György     |     |
| lakóház                    | Budapest, Berkenye u. 2.                         |               |                   |     |
| Hoffenreich-villa (I.)     | Budapest, Ajtósi Dürer sor 27/a.                 | 1911          | Himmler Miksa     |     |
| Hoffenreich-villa (II.)    | Budapest, Ajtósi Dürer sor 27/b.                 | 1911          | Himmler Miksa     |     |
| Stiberth-villa             | Budapest, Tigris u. 3.                           | 1904          | Franz Baumgartner |     |
| a Pápai dohánygyár épülete | Pápa, Esterházy K. út és Tompa Mihály utca sarok | 1895          |                   |     |
| az Egri dohánygyár épülete | Eger, Törvényház u. 4.                           | 1896          |                   |     |

### Példák aTrianoni békediktátumután határon túlra került területeken
| Név                | Cím        | Építési ideje            | Tervező | Kép |
| ------------------ | ---------- | ------------------------ | ------- | --- |
| uszodaépület       | Félixfürdő | valószínűleg Alpár Ignác | 1887    |     |
| református templom | Szászrégen | Alpár Ignác              | 1889    |     |
| református templom | Igazfalva  | Alpár Ignác              | 1901    |     |

## Rekonstrukció
A régi fachwerk épületek mellett időnként az újabbak építésnél is alkalmazzák. A kettő közti kategória elpusztult régi épületek újjáépítése, itt a Füzéri vár esetében talált alkalmazásra a stílus egy gazdasági épületnél (2019–2020).

## Egyéb irodalom
- Favázas építészet. In  A Pallas nagy lexikona. Szerk. Bokor József. Budapest: Arcanum – FolioNET. 1998.  ISBN 963 85923 2 X

- Fachwerk-házak a Dél-Dunántúlon
- Horváth Tamás: Fachwerk. A stílus és építészeti összefüggései